# GK Возничего
GK Возничего (лат. GK Aurigae) — двойная затменная переменная звезда типа Алголя (EA) в созвездии Возничего на расстоянии приблизительно 7508 световых лет (около 2302 парсеков) от Солнца. Видимая звёздная величина звезды — от +15,5m до +13,5m. Орбитальный период — около 19,857 суток.

## Характеристики
Первый компонент — жёлто-оранжевая звезда спектрального класса K-G. Радиус — около 7,72 солнечных, светимость — около 31,853 солнечных. Эффективная температура — около 4936 К.